# Santissima Trinità dei Pellegrini

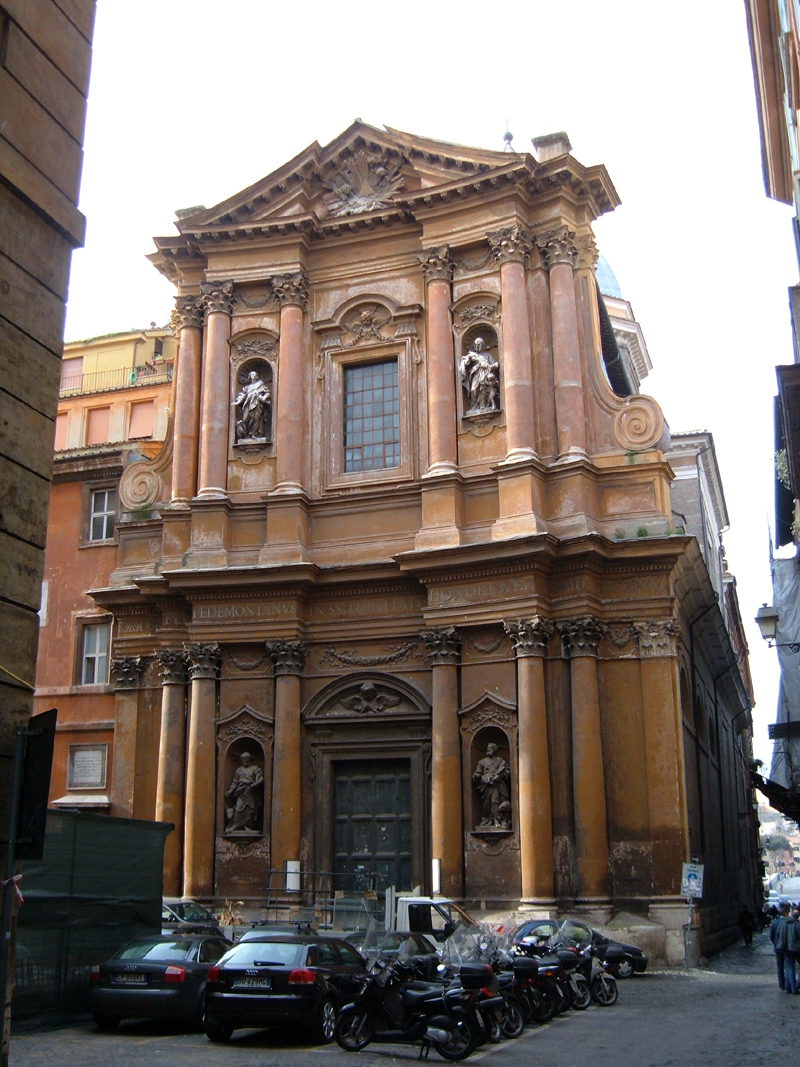
Hauptfassade aus dem Jahr 1723

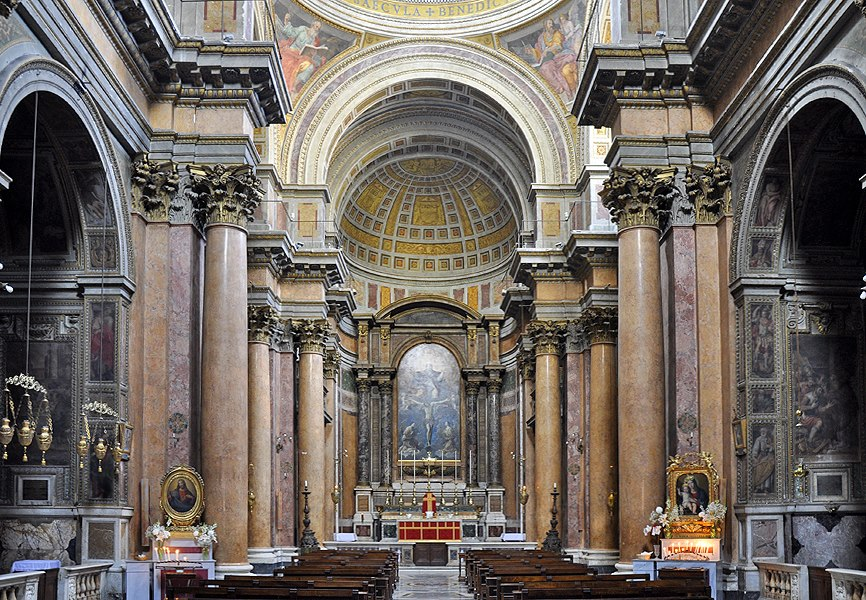
Innenraum von Santissima Trinità dei Pellegrini

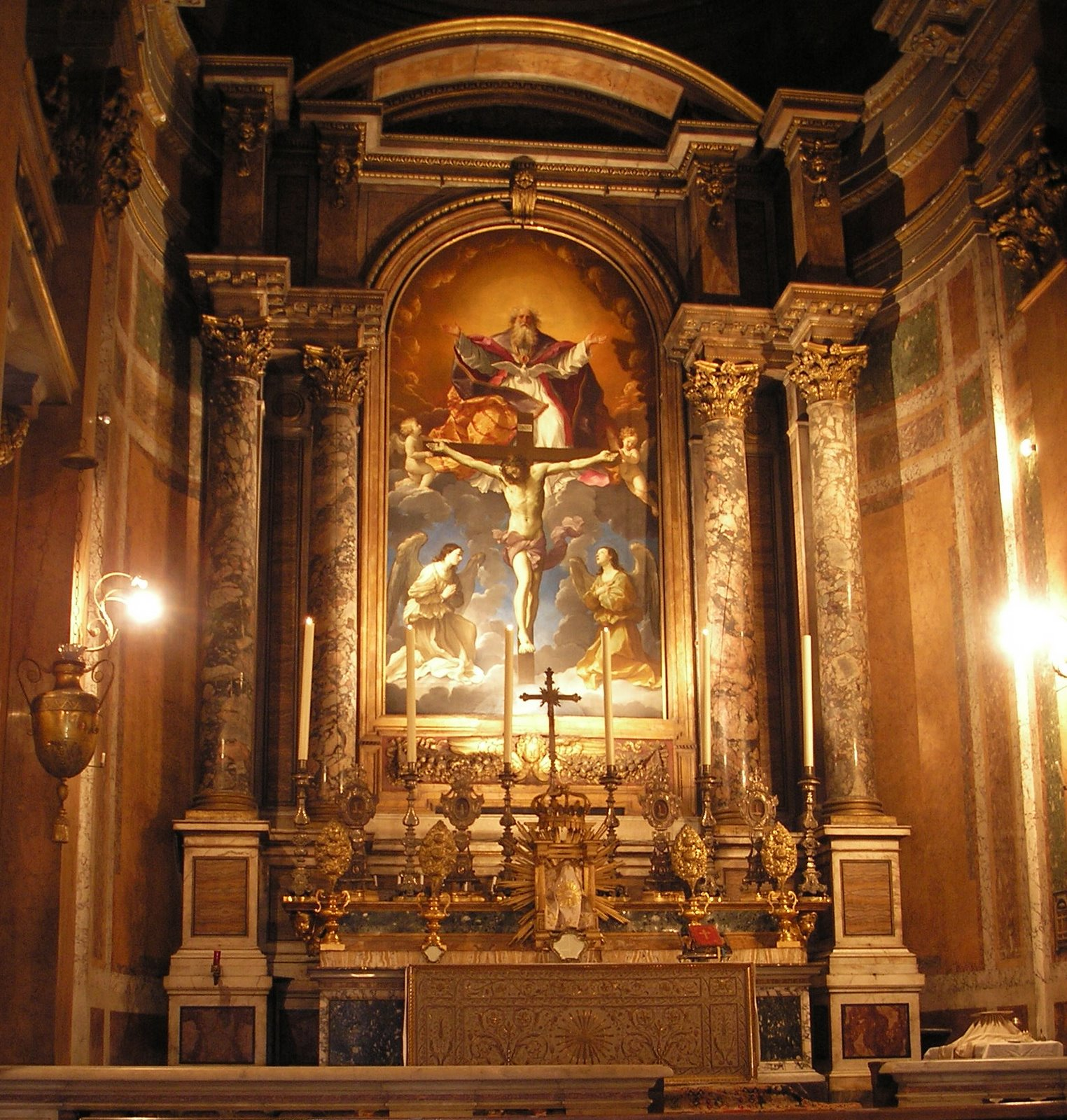
Hochaltar mit Gemälde von Guido Reni (1625)

Santissima Trinità dei Pellegrini (lateinisch Sanctissimae Trinitatis Peregrinorum; deutsch Allerheiligste Dreifaltigkeit der Pilger) ist eine katholische Kirche und ein ehemaliges, gleichnamiges Pilgerheim im Stadtviertel Regola im historischen Zentrum von Rom.
Die Kirche des von Philipp Neri gegründeten Pilgerhospizes wurde im späten 16. Jahrhundert an der Piazza della Trinità dei Pellegrini in der Nähe des Ponte Sisto und des Palazzo Farnese errichtet. Seit 2008 ist sie Personalpfarrei für die Gläubigen der außerordentlichen Form des Römischen Ritus.

## Pilgerhospiz
Philipp Neri, der aus Florenz zum Studium nach Rom gekommen war, beschloss angesichts der Not der schutz- und obdachlosen Rompilger, sich der Beherbergung und Versorgung der armen und kranken Wallfahrer zu widmen. Dazu gründete er 1548 die Erzbruderschaft der Pilger und Kranken von der Allerheiligsten Dreifaltigkeit (Ss. Trinità dei Pellegrini e Convalescenti) und etwas später das Pilgerhospiz der Allerheiligsten Dreifaltigkeit, in dem die Pilger als „Gäste Gottes“ umsonst Unterkunft und Verpflegung erhielten. 1558 gestattete Papst Paul IV. der Bruderschaft die dauerhafte Nutzung der 1186 erstmals erwähnten Pfarrkirche San Benedetto in Arenula an der heutigen, nach dem Pilgerhospiz benannten Piazza della Trinità dei Pellegrini. Dies war der Vorgängerbau des jetzigen Gotteshauses. Ein Jahr später begann die Bruderschaft mit der Errichtung des Hospizgebäudes schräg gegenüber der Kirche, das bereits zum Heiligen Jahr 1575 erweitert wurde. Der heilige Philipp Neri zog den Pilgern bis zur Milvischen Brücke entgegen, um sie einzuladen, in seinem Hospiz zu übernachten und ihnen den Weg zu weisen. Er wusch ihnen sogar die Füße, und nach seinem Vorbild taten es später selbst Päpste und Königinnen, wie Papst Klemens VIII. im Heiligen Jahr 1600, Königin Christine von Schweden im Heiligen Jahr 1675 oder wie zuletzt Prinzessin Maria Christina von Savoyen, spätere Königin beider Sizilien, im Heiligen Jahr 1825. Die Pilger erhielten ein eigenes sauberes Bett in einem großen Schlafsaal, wurden gewaschen und bewirtet und am folgenden Tag zu den vier Erzbasiliken begleitet. Am Abend hörten sie noch eine Predigt in der Pilgerkirche Ss. Trinità, denn es ging der Erzbruderschaft nicht nur um das leibliche Wohl, sondern mehr noch um das seelische Heil der Pilger. Im Heiligen Jahr 1575 soll das Hospiz bereits 170.000 Pilger beherbergt haben (bei einer damaligen Einwohnerzahl Roms von nur 40.000) und im Heiligen Jahr 1825 waren es sogar 263.000. Manchmal mussten Bettkarten ausgegeben werden, damit niemand länger als nötig blieb.
Das Hospiz der Allerheiligsten Trinität bestand bis zur Auflösung des Kirchenstaates im Jahr 1870, als es enteignet und geschlossen wurde. In den 1970er Jahren wurde es als Billardklub genutzt. Als Ersatz erbaute Papst Leo XIII. zum Jubeljahr 1900 das päpstliche Hospiz Santa Marta im Vatikan. Der Erzbruderschaft, die durch die Enteignung des Hospizes ihrer Funktion der Pilgerversorgung im Wesentlichen beraubt worden war, gehörten im späten 20. Jahrhundert nur noch wenige alte Leute an. Sie hat aber bis heute ihren Sitz in der ehemaligen Pilgerkirche, die später der Gemeinschaft Sant’Egidio als Filialkirche zur Betreuung übergeben wurde und die dort bis zur Errichtung der altrituellen Personalpfarrei im Jahr 2008 noch eine tägliche Morgenmesse feierte.
An der Außenfront des Pilgerheimes erinnert eine Gedenkplatte daran, dass hier Goffredo Mameli, der Verfasser der italienischen Nationalhymne Fratelli d’Italia, an den Verletzungen in der Schlacht auf dem Gianicolo am 7. Juli 1849 verstarb.

## Kirchengebäude
Nachdem Papst Gregor XIII. der Bruderschaft die Kirche S. Benedetto in Arenula 1579 schließlich als Eigentum übertragen hatte, beschloss diese angesichts des baufälligen Zustands den Kirchenneubau. Die alte Kirche wurde 1586 abgebrochen und an selber Stelle am 26. Februar 1587 der Grundstein der neuen Kirche gelegt, die bis 1597 nach einem Entwurf von Martino Longhi dem Älteren errichtet wurde. Die feierliche Kirchenweihe unter dem Namen Santissima Trinità e San Benedetto erfolgte am 12. Juni 1616. Wesentliche Bauteile wie die Kuppel und die Fassade konnten jedoch erst in den folgenden Jahrzehnten realisiert werden. Die barocke, konkav gebogene Hauptfassade wurde in den Jahren 1722/23 nach einem Entwurf des Architekten Francesco De Sanctis errichtet, bei der er sich von derjenigen von San Marcello al Corso des Architekten Carlo Fontana inspirieren ließ. Die Skulpturen der vier Evangelisten in den Fassadennischen sind Werke des römischen Bildhauers Bernardino Ludovisi aus den Jahren 1723/24. Das herausragendste Kunstwerk der Kirche ist das gemalte Altarretabel über dem Hochaltar von Guido Reni aus dem Jahr 1625 mit einer Darstellung der Heiligen Dreifaltigkeit, die Kardinal Ludovico Ludovisi bei dem 50-jährigen Künstler in Auftrag gegeben hatte.
Die acht Seitenkapellen sind dem Kreuz, dem hl. Philipp Neri, dem hl. Apostel Matthias, der Muttergottes Maria und den heiligen Josef und Benedikt, dem hl. Papst Gregor dem Großen, den heiligen Augustinus und Franz von Assisi (mit einem Altargemälde von Giuseppe Cesari), dem heiligen Karl Borromäus, und dem hl. Giovanni Battista de Rossi geweiht. Die Reliquien des 1881 heiliggesprochenen Giovanni Battista de Rossi (1698–1764) wurden ursprünglich in dieser Kapelle verwahrt, jedoch am 23. Mai 1965 in die ihm geweihte neue römische Kirche San Giovanni Battista de Rossi überführt.

## Personalpfarrei

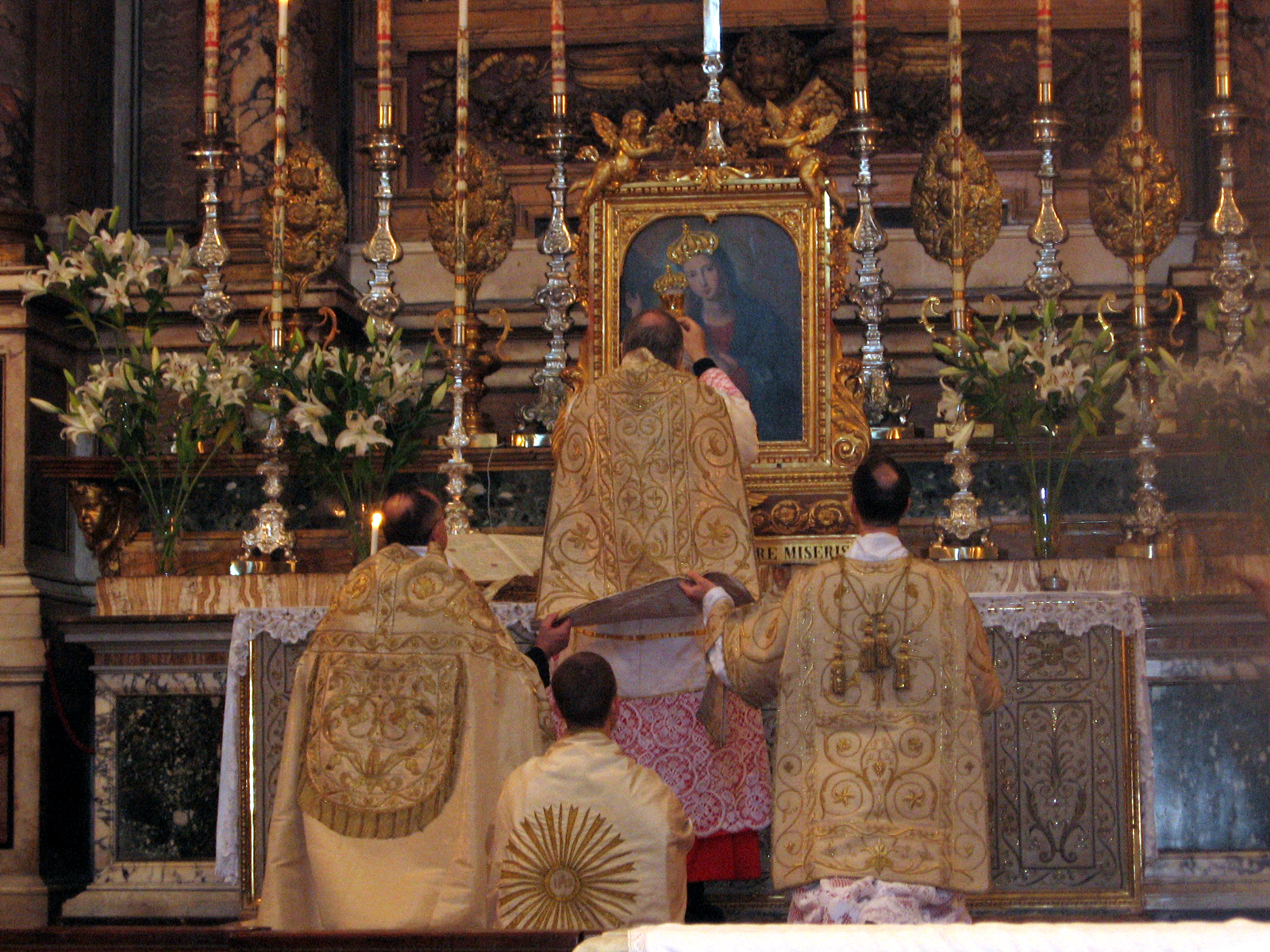
Pontifikalamt im außerordentlichen römischen Ritus in Ss. Trinità dei Pellegrini

Am 23. März 2008 errichtete Kardinalvikar Camillo Ruini auf Wunsch Papst Benedikts XVI. als Beispiel für die Umsetzung seines Motu proprio Summorum Pontificum die Personalpfarrei Ss. Trinità dei Pellegrini für die Gläubigen der Diözese Rom, die die Heilige Messe und den Empfang der Sakramente in der Außerordentlichen Form des Römischen Ritus begehren. Benedikt XVI. wünschte sich diese Errichtung der Personalpfarrei als Vorbild für die ganze Kirche. Die Obhut der Pfarrei wurde in die Hände der Priesterbruderschaft St. Petrus übergeben. Erster Pfarrer ist der australische Pater Joseph Kramer FSSP, der seit 1977 in Rom lebt.
Aus Anlass des zwanzigsten Jahrestages der Gründung der Petrusbruderschaft feierte Darío Kardinal Castrillón Hoyos, Präsident der Päpstlichen Kommission Ecclesia Dei, in der Kirche am 18. Oktober 2008 ein Pontifikalamt im außerordentlichen römischen Ritus. Ein weiteres Pontifikalamt im alten Ritus wurde zu Allerheiligen 2009 durch Antonio Kardinal Cañizares Llovera, den Präfekten der Kongregation für den Gottesdienst und die Sakramentenordnung, in Ss. Trinità dei Pellgrini zelebriert. Ferner zelebrierten auch schon die Kardinäle George Pell und Franc Rodé und am 8. Dezember 2010 Kardinal Domenico Bartolucci.